# Paolo Bacilieri (fumettista)
Paolo Bacilieri (Verona, 23 febbraio 1965) è un fumettista e scrittore italiano.

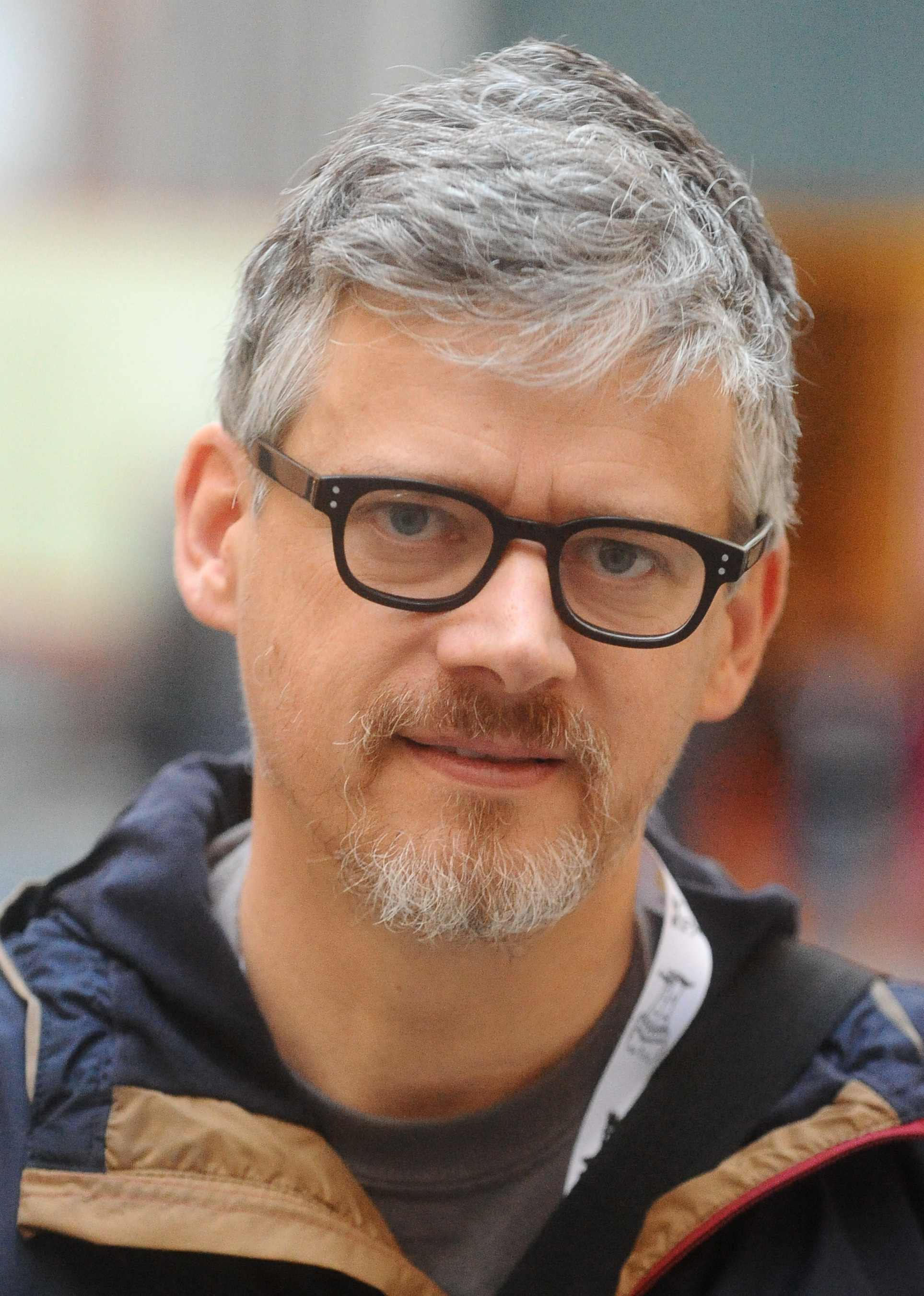
Paolo Bacilieri a Lucca Comics & Games 2016

Le sue opere sono state pubblicate in Francia, Belgio, Spagna, Germania, Danimarca, Paesi Bassi, Brasile e Stati Uniti. È docente della Scuola internazionale di Comics.

## Biografia
Diplomato presso l'Accademia di Belle Arti di Bologna, disegna e scrive fumetti dal 1982 collaborando con Milo Manara.
Nel corso degli anni lavora sia per il mercato francese che per quello italiano pubblicando, tra le altre, storie sulle riviste Blue e Animals entrambe edite dalla Coniglio Editore, per Comic Art e The Artist.
Nel 1986 esordisce come autore con la storia Il tesoro degli Imbala su testi di Franco Mescola e pubblicata originariamente in Francia sulla celebre rivista A Suivre per l'editore Casterman, ed edita in Italia sulle pagine di Corto Maltese.
Sempre per il mercato francese, pubblica nel 1987 Una storia del cazzo, racconto tra eros e umorismo, successivamente uscito in Italia sulla rivista Blue, e poi ristampato in volume dalla Blue Press.
Ancora per Casterman nel 1988 crea il personaggio Barokko investigatore privato esperto in casi di tradimenti coniugali (in Francia le storie vengono raccolte in un volume, che sarà finalista al festival di Angoulême). Le storie vengono proposte in Italia sulla rivista Comic Art, per poi essere raccolte in volume dalla Black Velvet nel 2004.
Nel 1994 pubblica Durasagra Venezia über Alles, la cronaca di tre ragazzi disadattati, con sullo sfondo una Venezia inedita, che mostra il suo lato più cupo e meno conosciuto. Durasagra esce per Edizioni R&R, e verrà ristampato da Black Velvet nel 2006.
Nel 1995 è la volta di Phonx, serializzato sulla rivista Blue, un racconto a sfondo erotico ricco di colpi di scena, dove una ragazza vittima di un rapimento finisce per sedurre e sopraffare i suoi rapitori.
Nel 1996 per la Phoenix di Daniele Brolli esce The Supermaso Attitude, un albetto spillato di 16 pagine, ispirato alla storia del parricida Pietro Maso.
Nel 1998 inizia a pubblicare su Blue le storie di Zeno Porno, suo alterego fumettistico, che rimarrà uno dei suoi personaggi più conosciuti (e riutilizzato in altre opere, ad esempio Fun!). Zeno Porno è un autore di fumetti Disney ed ex-agente della CIA, le cui vicende visionarie sono ambientate in un’Italia simile alla nostra, ma popolata da zombie. Le storie sono state raccolte nei volumi Zeno Porno (2005) e La magnifica desolazione (2007) entrambi per Kappa edizioni. Coconino riunirà poi i due volumi in un unico libro: Zeno Porno e la magnifica desolazione. 
Con Franco Busatta cura i volumi Patty Paradise. Le avventure di Patty Pravo, e Scusa, Sadik, hai visto Diabolik? Un cocktail di fumetti neri, per Editrice PuntoZero. 
Nel 2003 esce il volume Napoleone I miracoli di Bacilieri, nella collana “Making Of” della Hazard Edizioni, contenente alcune bozze e dietro le quinte sulla lavorazione del n. 34 di Napoleone 34, Gli alieni sono tra noi.
Nel 2006 realizza il manifesto e la grafica di “Fumetto International”, mostra dedicata al fumetto contemporaneo alla Triennale di Milano.
Nel 2008 pubblica Canzoni in A4, volume che raccoglie disegni, appunti di viaggio, e varie idee, realizzati negli ultimi anni, spesso a tema musicale.
Nel 2010 disegna la locandina per il festival Bilbolbul di Bologna, interpretando a suo modo lo storico personaggio di Attilio Mussino.
Nel 2012 realizza i disegni per Adios Muchachos, volume edito da Casterman in Francia e da Rizzoli Lizard in Italia. Si tratta di un noir ambientato a Cuba, tratto dall'omonimo romanzo dello scrittore uruguaiano Daniel Chavarría, e su testi dello sceneggiatore francese Matz. Nello stesso anno esce Sweet Salgari, una biografia appassionata di Emilio Salgari. L'opera, frutto di oltre 10 anni di studi e letture, interseca alcuni dei momenti salienti della vita dello scrittore, con le ultime ore della sua vita. 
Con Fun (2014) e More Fun (2016), Bacilieri compone una sorta di storia del cruciverba a fumetti, partendo dal lontano 21 dicembre del 1913. Ispirata dalla ricerca di Stefano Bartezzaghi, uno dei maestri dell’enigmistica italiana, la vicenda è inframezzata da racconti di quotidianità, apparentemente scollegati dalla trama principale.
Nel 2016, per la neonata Hollow Press, esce Palla, una storia claustrofobica che intreccia sacro e profano, e dalle molteplici chiavi di lettura, che gli vale il Gran Guinigi per la miglior storia breve al Lucca Comics & Games 2017.

## La collaborazione con Sergio Bonelli Editore
Nel 1999 inizia la sua collaborazione con la Sergio Bonelli Editore entrando a far parte dello staff di disegnatori di Napoleone. La sua prima storia, su testi di Carlo Ambrosini è pubblicata sul numero 9 con il titolo La lucertola e il serpente. Dopo aver realizzato altri tre episodi del personaggio sempre su testi di Ambrosini sul numero 22 fa il suo esordio come autore completo con la storia Quando muoiono le balene, cui seguono altre sei storie sempre come autore completo. Lavora successivamente per il personaggio Jan Dix per cui realizza tre storie sempre su testi di Ambrosini. Ancora per Bonelli realizza la storia Sul pianeta perduto, per i testi di Antonio Serra, ottavo volume della collana Romanzi a Fumetti Bonelli, e uno speciale di Dampyr.
Nel 2010 in occasione del Napoli Comicon realizza una copertina speciale per la rivista la Repubblica XL dedicata a Tex.
Nel marzo 2016 pubblica la sua prima storia di Dylan Dog, Il mostruoso banchetto, scritta da Alberto Ostini (con cui Bacillieri aveva già collaborato sulle pagine di Napoleone) e apparsa nel secondo Dylan Dog Magazine.
Tra i numerosi premi nazionali e internazionali ricevuti da Bacilieri ricordiamo il Premio A.N.A.F.I. nel 2002 come miglior disegnatore e quello come miglior autore al salone di Lucca Comics & Games nel 2006.

## Opere

### Per la Sergio Bonelli Editore
- Carlo Ambrosini (testi), Paolo Bacilieri (disegni); La lucertola e il serpente, in Napoleone n. 9, Sergio Bonelli Editore, gennaio 1999.
- Carlo Ambrosini (testi), Paolo Bacilieri (disegni); La foresta che cammina, in Napoleone n. 13, Sergio Bonelli Editore, settembre 1999.
- Carlo Ambrosini (testi), Paolo Bacilieri (disegni); L'enigmatico signor Bloom, in Napoleone n. 18, Sergio Bonelli Editore, luglio 2000.
- Paolo Bacilieri (testi), Paolo Bacilieri (disegni); Quando muoiono le balene, in Napoleone n. 22, Sergio Bonelli Editore, marzo 2001.
- Paolo Bacilieri (testi), Paolo Bacilieri (disegni); Le lacrime di Frankenstein, in Napoleone n. 28, Sergio Bonelli Editore, marzo 2002.
- Paolo Bacilieri (testi), Paolo Bacilieri (disegni); Gli alieni sono tra noi, in Napoleone n. 34, Sergio Bonelli Editore, marzo 2003.
- Paolo Bacilieri e Alberto Ostini (testi), Paolo Bacilieri (disegni); L'ombra della sera, in Napoleone n. 39, Sergio Bonelli Editore, gennaio 2004.
- Paolo Bacilieri (testi), Paolo Bacilieri (disegni); Il gioco della verità, in Napoleone n. 45, Sergio Bonelli Editore, febbraio 2005.
- Paolo Bacilieri (testi), Paolo Bacilieri (disegni); Il labirinto, in Napoleone n. 51, Sergio Bonelli Editore, gennaio 2006.
- Paolo Bacilieri (testi), Paolo Bacilieri (disegni); Crash!, in Napoleone n. 53, Sergio Bonelli Editore, maggio 2006.
- Carlo Ambrosini (testi), Paolo Bacilieri (disegni); Nostra signora delle api, in Jan Dix n. 3, Sergio Bonelli Editore, settembre 2008.
- Carlo Ambrosini (testi), Paolo Bacilieri (disegni); La guerra, in Jan Dix n. 7, Sergio Bonelli Editore, maggio 2009.
- Carlo Ambrosini (testi), Paolo Bacilieri (disegni); La casa dell'impiccato, in Jan Dix n. 10, Sergio Bonelli Editore, novembre 2009.
- Antonio Serra (testi), Paolo Bacilieri (disegni); Sul pianeta perduto, in Romanzi a fumetti Bonelli n. 8, Sergio Bonelli Editore, ottobre 2012.
- Mauro Boselli (testi), Paolo Bacilieri (disegni); Gli studenti della scuola nera, in Speciale Dampyr n. 9, Sergio Bonelli Editore, ottobre 2013.
- Carlo Ambrosini (testi), Paolo Bacilieri (disegni); Buggy, in Dylan Dog Color Fest n. 12, Sergio Bonelli Editore, aprile 2014.
- Fabrizio Accatino (testi), Paolo Bacilieri (disegni); Il prezzo dell'onore, in Le storie n. 31, Sergio Bonelli Editore, aprile 2015.
- Roberto Recchioni (testi), Paolo Bacilieri e Werther Dell'Edera (disegni); La carne e l'acciaio, in Orfani: Ringo n. 8, Sergio Bonelli Editore, maggio 2015.
- Alberto Ostini (testi), Paolo Bacilieri (disegni); Il mostruoso banchetto, in Dylan Dog Magazine n. 2, Sergio Bonelli Editore, marzo 2016.
- Mauro Boselli (testi), Paolo Bacilieri (disegni); Il Re della montagna, in Dampyr Magazine n. 1, Sergio Bonelli Editore, novembre 2016.
- Ratigher (testi), Paolo Bacilieri (disegni); Graphic horror novel, in Dylan Dog n. 369, Sergio Bonelli Editore, giugno 2017.
- Alberto Ostini (testi), Paolo Bacilieri (disegni); L'assenza, in Dylan Dog Magazine n. 4, Sergio Bonelli Editore, marzo 2018.
- Carlo Ambrosini (testi), Paolo Bacilieri (disegni); Napoleone 2. La signora Robinson, in Le storie n. 82, Sergio Bonelli Editore, luglio 2019.
- Alessandro Bilotta (testi), Paolo Bacilieri (disegni); Saluti da Undead, in Speciale Dylan Dog n. 33, Sergio Bonelli Editore, settembre 2019.
- Alberto Ostini (testi), Paolo Bacilieri (disegni); I due padri, in Dylan Dog Magazine n. 6, Sergio Bonelli Editore, marzo 2020.
- Riccardo Secchi (testi), Paolo Bacilieri (disegni); Green World, in Dylan Dog Oldboy n. 2, Sergio Bonelli Editore, agosto 2020.

### Per altre case editrici
- Una storia del cazzo (Blue Press, 1992).
- The Supermaso Attitude (Phoenix, 1995).
- Patty Paradise - Le avventure di Patty Pravo (Edizioni Punto Zero, 2000).
- Scusa, Sadik, hai visto Diabolik? Un cocktail di fumetti neri (Editrice PuntoZero, 2001).
- Barokko (Black Velvet, 2004).
- Zeno Porno (Kappa edizioni, 2005).
- Durasagra-Venezia uber alles (Black Velvet, 2006).
- La magnifica desolazione (Kappa edizioni, 2007).
- Canzoni in A4 (Kappa edizioni, 2008).
- Napoleone (Rizzoli Lizard, 2010).
- Phonx (Black Velvet, 2011).
- Adiòs Muchachos (Rizzoli Lizard, 2012), dal romanzo omonimo di Daniel Chavarría.
- Sweet Salgari (Coconino Press, 2012), biografia a fumetti di Emilio Salgari.
- Fun (Coconino Press, 2014).
- More Fun (Coconino Press, 2016).
- Palla (Hollow Press, 2016).
- Tramezzino (Canicola Edizioni, 2018).
- Ettore e Fernanda (Coconino Press, 2019).
- Bob84 (Panini Comics, 2021) sceneggiatura di Vincenzo Filosa.
- Venere Privata (Oblomov, 2022), dal romanzo omonimo di Giorgio Scerbanenco
- Piero Manzoni - B.A.C.G.L.S.P. (Coconino Press, 2023)